# Auerodendron reticulatum
Auerodendron reticulatum là một loài thực vật có hoa trong họ Táo. Loài này được (Griseb.) Urb. mô tả khoa học đầu tiên năm 1924.